# Castianeira zionis
Castianeira zionis är en spindelart som först beskrevs av Chamberlin och Angus Munn Woodbury 1929.  Castianeira zionis ingår i släktet Castianeira och familjen flinkspindlar. Inga underarter finns listade i Catalogue of Life.